# Bitka pri Periteorionu
Bitka pri Periteorionu 7. julija 1345 je bil spopad med vojsko skoraj samostojnega rodopskega vojvode Momčila in bizantinsko-turško vojsko pod poveljstvom Ivana VI. Kantakuzena in ajdinskega  Umur Bega. Vojski sta se spopadli pred obzidjem Periteoriona, ki je zdaj v ruševinah. V bitki je bizantinsko-turška vojska prepričljivo zmagala, Močil pa je v bitki padel.

## Ozadje konflikta
Leta 1341 se je v Bizantinskem cesarstvu začela državljanska vojna za oblast med mladoletnim Ivanom V. Paleologom in bivšim regentom Ivanom VI. Kantakuzenom. V konfliktu sta obe strani iskali zavezništvo sosednjih držav. Kamtakuzen se je sprva povezal s srbskim carjem Stefanom Dušanom. Leta 1343 je njegov položaj močno utrdil prihod njegovega prijatelja in zaveznika Umur Bega.  
Istega leta je Kantakuzenu obljubil pomoč tudi bolgarski razbojnik Momčil, ki je deloval v severnih Rodopih. Za obljubo je bil nagrajen z naslovom sebastokrator in vladanjem v pokrajini Merope, ki se je raztezala od reke Meste na zahodu do okolice Komotinija. Naslednje leto je bil  Umur Beg prisiljen, da se je s svojo vojsko umaknil  v Anatolijo, Momčil pa je prestopil na Paleologova stran, za kar je bil nagrajen z naslovom despot. Začel je ropati po pokrajinah, ki so bile na Kantakuzenovi strani, in napadati manjše turške vojaške enote, ki jih je  Umur Beg pustil Kantakuzenu. Manjšo zmago je dosegel s požigom več njihovih ladij v  Lagosu. Do vrnitve Umur Begove vojske spomladi 1345 je Močil izkoristil nikogaršnje ozemlje med vojskujočimi se srbskimi, bolgarskimi in bizantinskimi državami in postal navidezno neodvisen knez v Rodopih.

## Bitka
Pozno spomladi 1345 se je Umur Beg vrnil v Trakijo z vojsko, ki naj bi štela 20.000 mož. S Kantakuzenom sta sklenila zatreti Momčilovo razbojništvo. Vojski sta se spopadli 7. julija pred obzidjem Periteoriona. Momčil se je poskušal izogniti veliki sovražnikovi vojski in se umakniti za obzidje Periteoriona, vendar so meščani zaprli mestnna vrata. V bitki, ki je sledila, je doživel popoln poraz in bil ubit.

## Posledice
Kantakuzenova vojska je po zmagi zasedla Merope. Udeležba Turkov v bitki je imela pomemben vpliv na kasnejše dogodke, ko se je komaj nekaj let kasneje začelo osmansko osvajanje Balkana. Momčilu sta njegova razbojniška kariera in prepoznavna  vloga branilca pred Turki zagotovili pomembno mesto v balkanskem ljudskem izročilu.